# Kanton Borsum
Der Kanton Borsum bestand von 1807 bis 1813 im Distrikt Hildesheim im Departement der Oker im Königreich Westphalen und wurde durch das Königliche Decret vom 24. Dezember 1807 gebildet.

## Gemeinden
- Borsum mit den Borsumer Pass
- Machtsum
- Hönnersum
- Hüdesum
- Adlum
- Rutenberg mit Bründelen
- Harsum
- Groß-Förste
- Klein-Förste
- Hastede